# Microdynerus alastoroides
Microdynerus alastoroides är en stekelart som beskrevs av Morawitz 1885. Microdynerus alastoroides ingår i släktet Microdynerus och familjen Eumenidae. Inga underarter finns listade i Catalogue of Life.